# Panoquina errans
Panoquina errans (tên tiếng Anh: Wandering Skipper) là một loài bướm thuộc họ Hesperiidae. Nó là đại diện duy nhất của chi Panoquina. Loài này có ở México và Hoa Kỳ.